# Encinasola (Huelva)
Encinasola es un municipio español de la provincia de Huelva, Andalucía. El municipio cuenta con una población de 1260 habitantes (INE 2024).

## Geografía física

### Ubicación
| Noroeste: Amareleja            | Norte: Oliva de la Frontera | Noreste: Jerez de los Caballeros  |
| Oeste: Barrancos               |                             | Este: Higuera la Real             |
| Suroeste: Rosal de la Frontera | Sur: Aroche                 | Sureste: Cumbres de San Bartolomé |

El municipio de Encinasola se encuentra en la sierra de Aracena y picos de Aroche, dentro de la provincia de Huelva, limitando al norte con Extremadura y al oeste con Portugal. A una altitud de unos 459 metros sobre el nivel del mar, dista por carretera 159 km de Huelva, a 117 km de Badajoz, 143 km de Sevilla y 249 km Lisboa. Las ciudades menores más cercanas son Jerez de los Caballeros a 22.7 km de Encinasola o Zafra a unos 60 km de Encinasola.
Su término municipal, con una extensión de 181  km², está representado en las hojas 895, 896, 874 y 875 del Mapa Topográfico Nacional.
La villa portuguesa de Barrancos, con cuyo municipio limita el de Encinasola, está a 8 km del casco urbano de Encinasola.

### Hidrografía
Por el municipio de Encinasola, pasan el río Múrtigas y su principal afluente, el río Sillo, aunque ninguno de ellos pasa por el casco urbano.

### Clima
El clima es una mezcla entre el mediterráneo y el continental, con inviernos fríos y veranos calurosos.
| Mes                    | Ene | Feb | Mar  | Abr  | May  | Jun  | Jul  | Ago  | Sep  | Oct  | Nov  | Dic | Año  |
| ---------------------- | --- | --- | ---- | ---- | ---- | ---- | ---- | ---- | ---- | ---- | ---- | --- | ---- |
| Media de temp máx (°C) | 6,7 | 9,5 | 13,7 | 14,9 | 15,6 | 18,8 | 20,4 | 22,4 | 16,1 | 13,3 | 10,1 | 8,4 | 2006 |

## Historia
Los restos arqueológicos encontrados en Encinasola datan del año 3000 a. C. Hay constancia de explotación de variscita, con 7 puntos de extracción y 4 minas de tipo trinchera acompañados de utillaje minero prehistórico. El complejo minero de pico Centeno es junto a galerías de Gavá, en Cataluña y  Palazuelo de las Cuevas, provincia de Zamora, las minas de variscitas más antiguas de Europa; siendo estas tres las únicas existentes hasta épocas más recientes. Los elementos de adorno (cuentas de collar y colgantes) elaborados mediante la Variscita de estas minas, se han encontrado y documentado en enterramientos de monumentos megalíticos de diversas regiones de Europa. Desde Inglaterra (Stonehenge), Francia (Bretaña, Bourgogne, Auvernia y Midi francés), a la península ibérica: Alentejo, Estuario del Tajo,Tras-o-Montes, en Portugal, y Cataluña, Aragón,País Vasco, Galicia y Andalucía occidental. Los análisis XRD y XRF del mineral recogido y su comparativa con 50 cuentas procedentes de 8 tumbas megalíticas de dos regiones diferentes para comprobar modelos de distribución y procedencia alta variabilidad natural de los elementos traza (tradicionalmente considerados indicadores del origen).
A principios de siglo XX, fueron destruidos  en Encinasola algunos dolmenes, conservándose de aquel enterramiento circular únicamente un ajuar funerario compuesto por 12 piezas de diorita azul, diversas hachas, azuelas, vasos ... y destacando entre todos ellos un Ídolo placa. En torno a los yacimientos metalúrgicos se han encontrado restos de asentamientos de 7 poblados celtíberos.
De época Romana, quedan restos de diversas explotaciones sistemáticas en el entorno,  presentando abundante escorias de tales fundiciones. Tras la crisis minera del siglo II d. C. la ciudad de San Sixto sufrió un declive demográfico, que la llevó definitivamente al abandono completo. No es hasta el asentamiento de los visigodos, que se tiene constancia de que la zona es nuevamente repoblada. Se cree, que con el nuevo reino Visigodo se levanta en la contienda la ermita de San Pedro, (prácticamente destruida en su totalidad pero con un proyecto de recuperación en la actualidad). Existen a escasos metros de la ermita, restos de unas tumbas en piedra también de dicha época.  
En la segunda mitad del siglo VIII después de Cristo, tras la conquista de estas tierras a los musulmanes se estableció una pequeña aldea, Azinhasola (nombre que proviene del Galaicoportugués), con pecheros procedentes del reino de León, principalmente de Galicia, pero también de León y Salamanca. La zona fue duramente disputada tras el fallecimiento de Fernando III el Santo, en 1252, y la subida del trono de su hijo, Alfonso X El Sabio, la cual sufre las luchas territoriales que libran los reinos de Castilla (orden del temple) y Portugal ( orden del hospital). Tal enfrentamiento tuvo como origen en que el Algarbe había sido reconquistado por rey de Portugal Alfonso III cuando estos territorios pertenecían al reino de Niebla que previamente había sido  cedido a Alfonso X El Sabio, quien exigió al vecino reino de Portugal su devolución. Este periodo de luchas y discordias duró 45 años y como consecuencia surgió entre los reinos de Portugal y Castilla la denominada La Contienda. En esta gran dehesa de montes y valles, fue pues imposible de delimitar un territorio con una frontera que separase los dos reinos. Esta se convirtió durante mucho tiempo en tierra de nadie. Durante el tiempo que duró las disputas, y para proteger a Sevilla frente a las incursiones portuguesas, se procedió a la construcción de tres líneas defensivas que constituyeron la Banda Gallega. Estas líneas defensivas estaban constituidas por:

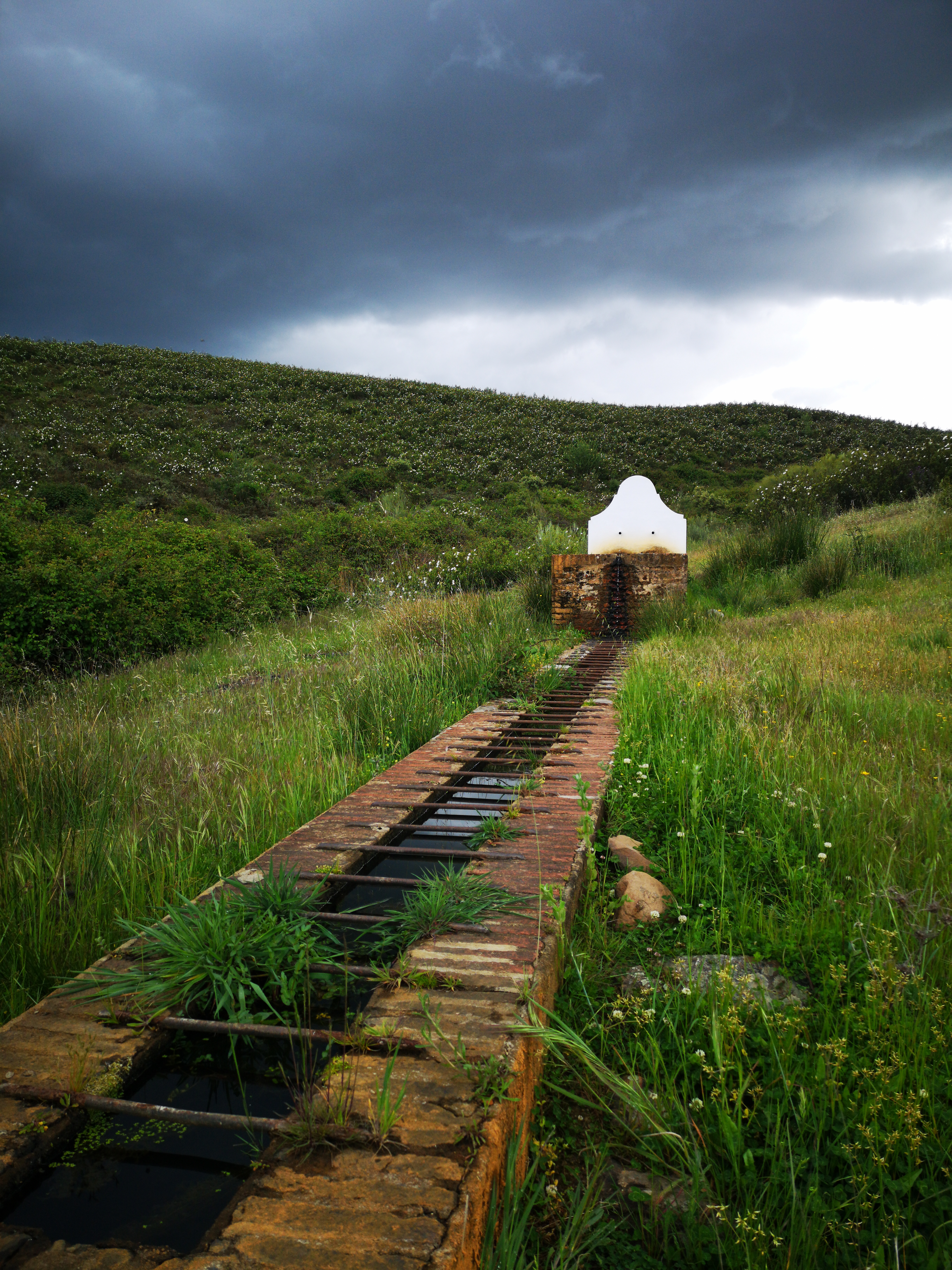
Sanpedrocontienda

Primer bastión; Castillos de Aroche, Encinasola y Fregenal de la Sierra ( Badajoz)
Segunda Línea; Castillos de Torres ( Cumbres de San Bartolomé), Cortegana y Cumbres Mayores y
Por último, la línea más a retaguardia no era otra que la formada por las fortalezas de Aracena, Cala y Santa Olalla.
Los castillos de Cumbres, Cortegana y Santa Olalla fueron mandados construir por Sancho IV, hijo de Alfonso X El Sabio, mediante un privilegio fechado en Toro ( Zamora), el 4 de noviembre de 1293.
(Se dice que los de Aroche, Aracena, Almonaster, Cala y Zufre, fueron construidos por los árabes alrededor del siglo XII, y el origen del Castillo de Encinasola, es dudoso).
Este periodo de luchas entre ambas dinastías finalizó con el Tratado de Alcañices, firmado el 12 de septiembre de 1297, por parte de Castilla por Fernando IV, hijo de Sancho IV, y por tanto, nieto de Alfonso X El Sabio, y por parte de Portugal por D. Dionis, que también era nieto del citado rey castellano.
La población de Encinasola crece y se empieza a extender más allá de los límites del castillo. En el bajo-medievo las epidemias comienzan a azotar las poblaciones serranas y comenzaron a llegar oleadas de peste bubónica desde el 1300. Siendo especialmente fuertes la de 1340 a 1350 la llamada «Mal pestilente». La segunda ola de epidemia llega en 1362. Años más tardes vuelven a llegar dos grandes embestidas en 1374 y 1383. La nueva mortandad se produjo en 1399 y 1401, lo que provocó un escenario desequilibrado entre recursos y personas, que convirtió la demanda de mano de obra en constante y elevada en los años siguientes, lo que pudo provocar grandes migraciones poblacionales a estas partes de la sierra desde otras zonas más pobladas. 
Para el pensamiento medieval de entonces, estas epidemias se podían entender como un castigo divino de dios por sus pecados, creándose una religiosidad exacerbada por la culpabilidad, dando paso a la obsesión con la muerte, y extendiéndose la idea de la culpabilidad y la responsabilidad humana en torno a los judíos, llevando a un deterioro de la convivencia, que fue provocando persecuciones, juicios y conversiones que iban creciendo con los años.
Algunas de estas costumbres medievales han llegado hasta nuestros días, como pudo ser las danzas funerarias que se realizaban con el pandero, que no debió de ser exclusiva del pueblo y que pudo venir con sus repobladores del reino de león. Los estudios proponen un origen árabe e influencias del canto gregoriano y del judaísmo.
El pueblo de Encinasola pudo contar en su pasado con una judería claramente definida en torno a la calle Cinaga, deformación medieval del nombre CINAGA, CINAGOGA, SINAGOGA. Este mismo ejemplo es el que se encuentra en la vecina Fregenal de la Sierra, cuya calle La Cinoja ( Sinagoga) se encuentra enclavado en todo el centro de su antigua judería. Hay que destacar, que al final de esta misma calle marocha, existe una vivienda la cual posee un gran arco tumido de varios metros de altura desde su base en una sola pieza de ladrillo que podría reafirmar esta cuestión. Así mismo, se conoce, que próximo a esta, en la calle Palomar,también quedaron restos visibles de arcos tumido y herradura.
Entre los años 1400 y 1490 se da en toda el área de la sierra por lo general un verdadero movimiento repoblador, destacando el periodo comprendido entre el 1430 y 1480, donde se calcula que la sierra triplicó su población demográfica, así como también obtuvo un crecimiento económico importante, en parte fruto de los beneficios y reconocimientos fiscales y privilegios en la explotación de estas tierras; pues era muy necesario mantener la defensa del territorio fronterizo frente a los ataques continuos de lo Portugueses; pero también por el foco especial y persecutorio de los judíos, siendo estos últimos grandes repobladores. A pesar de su cenit social, estas poblaciones debieron de pasar momentos complicados. 

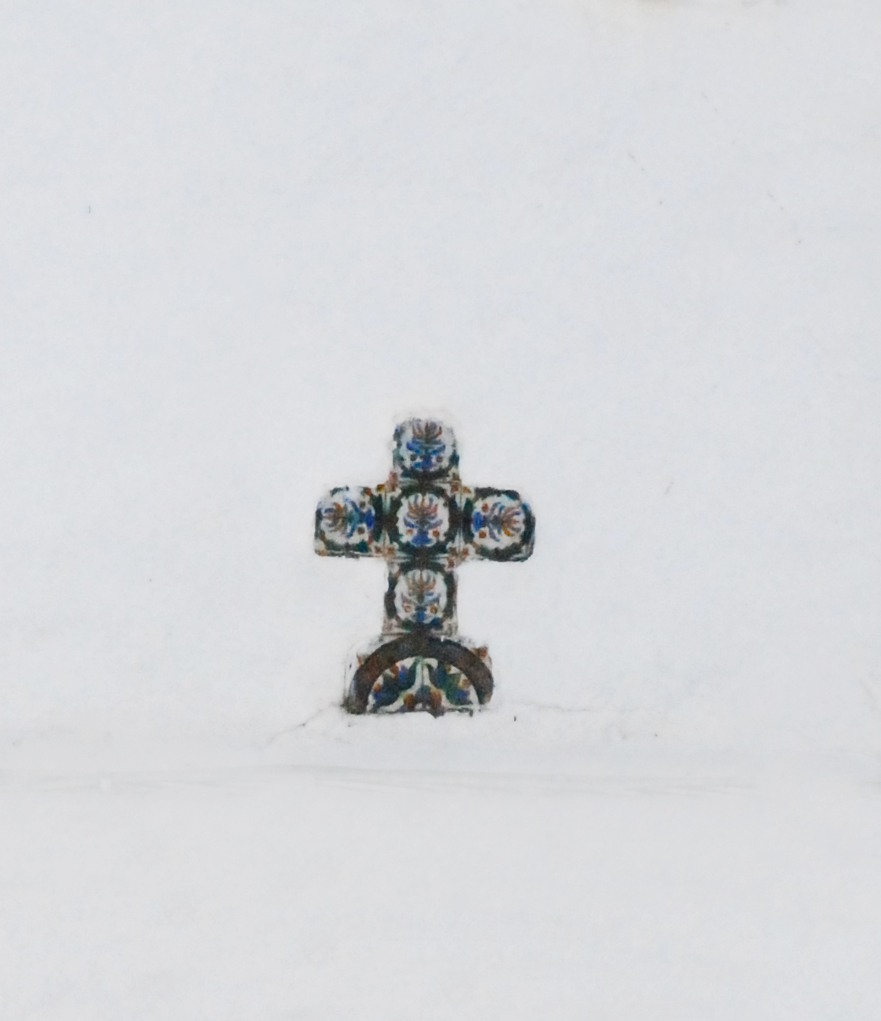
Judiosconversos

El periodo que va de 1405-1410 tuvo que ser especialmente difícil para la población de Encinasola, la cual sufre en tan solo un año (1405 a 1406), una emigración  de hasta el 72% de su población. Las condiciones de Encinasola eran especialmente duras y excepcionales, pues los portugueses organizados en partidas realizaba continuas incursiones causando muerte, pobreza y miedo. La convivencia con su vecina Aroche tampoco era tarea fácil, pues esta exigía en su totalidad la disposición de la contienda, que reclamaba como suya.
A pesar de la dureza de la vida de este pueblo, los marochos resistieron infranqueables los devenires de los enfrentamientos y las epidemias de peste que azotó no solo al pueblo, también a toda Europa.
Este carácter guerrero, rudo y fuerte de los marochos  lo hacen idóneo para unirse a las tropas de los Reyes Católicos, los cuales reclutan a un gran número de vecinos de Encinasola, Cumbres bajas y otros pueblos de alrededores para el asalto y reconquista de la ciudad árabe de hisn Al-lura (Álora) en el mes de junio de 1484. En la conquista, se erigió un altar portátil en el lugar que hoy ocupa el convento de Flores, donde se dijo misa dedicándola a su virgen. Por mandato expreso de la reina Isabel la Católica fue dispuesto en dicho lugar la creación de un templo bajo advocación mariana. Solicitaron pues a la reina una imagen para venerarla en el nuevo edificio, que debía de tener mismo título que la de Ntra. Sra. de Flores. Los Reyes Católicos encargaron en Sevilla la talla de la virgen, que una vez concluida fue entregada a un grupo de marochos y al nuevo alcaide de Álora de manos de la reina Isabel la Católica en el Real Alcázar de Sevilla en el año 1502.
A principios del siglo XVI comienza la construcción de la iglesia de San Andrés Apóstol con un carácter posiblemente defensivo, debido al grosor de sus muros. Su construcción fue llevada a cabo por Diego de Riaño, Martín de Gainza y Hernán Ruiz II. La torre original de la iglesia se vino abajo casi en su totalidad a consecuencia del terremoto de Lisboa que se produjo el 1 de noviembre de 1755.
En 1594 Encinasola formaba parte del  reino de Sevilla en la sierra de Aroche y contaba con 619 vecinos pecheros. Entre 1640 y 1645 Encinasola participó en la guerra por la frontera (Guerra de la Restauración portuguesa en la sierra de Aroche) del cual salieron perdedores del terreno.  A principios de abril de 1668 se traza definitivamente la línea fronteriza entre los dos reinos, que ha llegado hasta la actualidad, quedando la vecina Barrancos en dominio de Portugal y dejando a Encinasola  nuevamente como pueblo fronterizo. 
En 1747 se reedifica la ermita de San Pedro de La Contienda donde se coloca la imagen de la Divina Pastora.
Un estudio sobre la Prisión Provincial de Huelva en 1936-1939, de los historiadores Antequera y Luengo, da cuenta del contenido de los expedientes carcelarios de los vecinos izquierdistas.

## Curiosidades
El origen del término marocho, gentilicio de la localidad, no está del todo claro, si bien existen similitudes con el gentilicio de San Nicolás del Puerto en la sierra de Sevilla, que son conocidos como Maruchos, nombre que podría haber derivado del término "Moruchos" durante la reconquista, o quizás provenir del portugués maroto o maroito, que viene a significar merodeador, por considerarse a estos ladrones. 
El cielo de Encinasola pertenece a la Reserva Starlight de Sierra Morena, dado que debido a su aislada localización este pueblo y su entorno disfrutan de condiciones óptimas para la observación de toda la sierra.

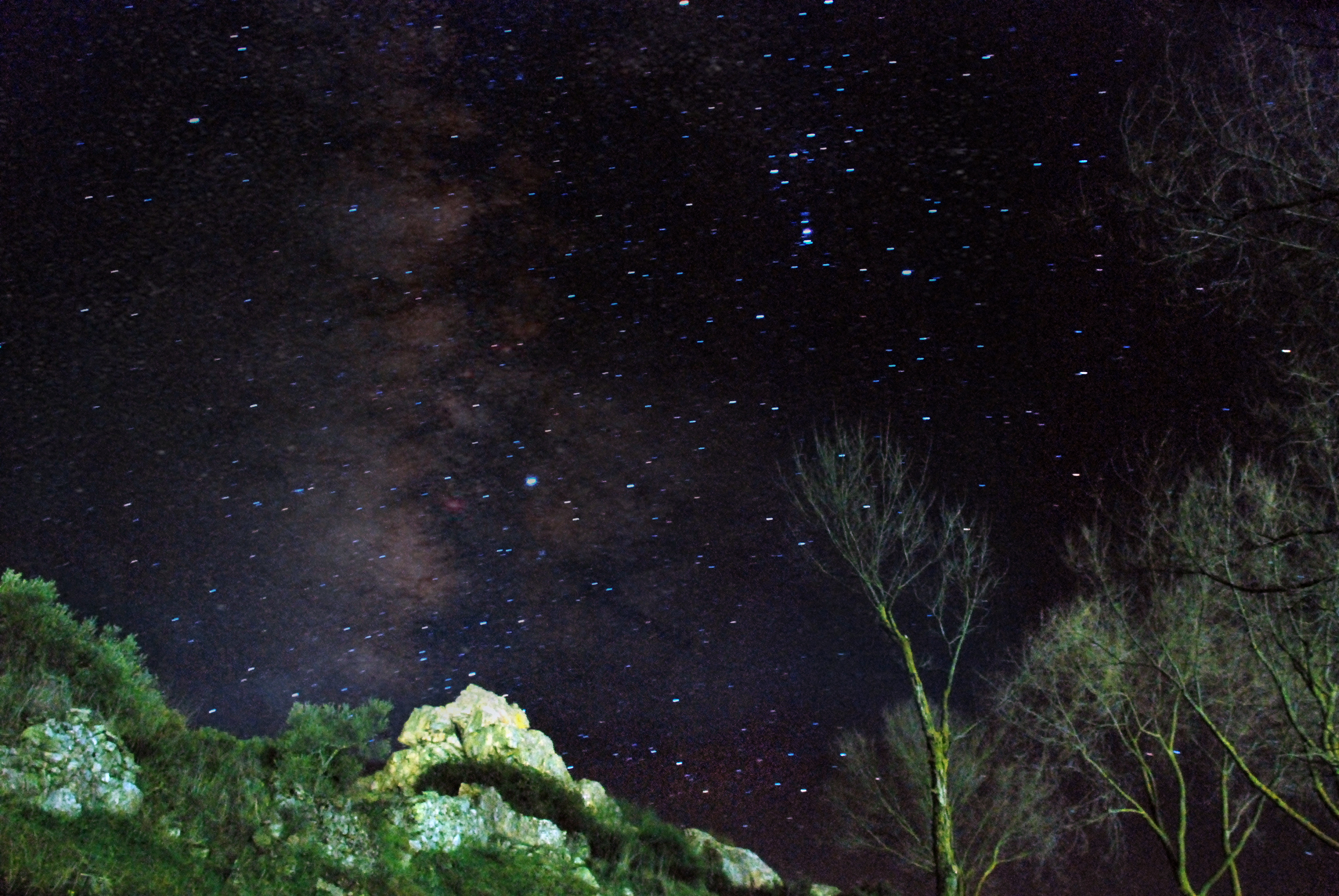
LaPeña

Danza del Pandero: Es una danza medieval que se cree data al menos del siglo XIII, tocada con un pandero o adufe cuadrado (pandeiru cuadráu), que estuvo a punto de extinguirse y fue rescatada en los años 40 y 50 del siglo XX. . Esta danza del pandero forma parte también del folclore del pueblo de Madroñera, Cáceres. Las repoblaciones de Encinasola, y otras partes de la sierra fue llevada a cabo según detalla el antropólogo Pablo Rioja desde la comarca del Bierzo, compuesta por 38 municipios de León, y cuyas tierras limitan con  Orense, Lugo y Asturias, siendo patrona de dicha comarca casualmente la virgen de la Encina.
La virgen del Rocamador es originaria de Lot (Francia), y quizás fue introducida tras la reconquista por Fernando III, en cuyo ejército figuraba un grupo de occitanos que el rey Luis de Francia, primo de Fernando III había enviado para ayudar, los cuales portaban una virgen de Rocamador. Otra opción es que viniera de la mano de su hijo Alfonso X. La devoción de la virgen es muy antigua, contando una de sus leyendas de origen que los restos incorruptos del ermitaño San Amador fueron encontrados sobre una roca en una ermita que contenía una virgen negra, atribuyéndole a esta virgen el milagro, que condujo a miles de peregrinos y curiosos hasta la roca donde yacía el ermitaño, en occitano Róc Amador, dándole nombre al municipio francés de Rocamadour y a la virgen responsable del milagro. Otra leyenda sobre el origen de este nombre cuenta que Zaqueo, un rico publicano de Jericó casado con La Verónica del Evangelio, llegó con su familia a este municipio francés después de la muerte de Cristo. Allí tomó el nombre falso de Amator o Amadour, y una vez instalado fundó un pequeño oratorio en una roca que más tarde sería llamada Roche d’Amadour, de donde vendría Roca Amador.
Virgen de Flores: Cuentan que existía una antigua disputa con la vecina Portugal, que afirmaba que dicha virgen les pertenecía. Esto provocó el robo de la misma en alguna ocasión. Actualmente, en Barrancos (Portugal) existe la romería de las Flores en las mismas fechas que  la Romería de la Virgen de Flores de Encinasola.
En la ermita de Flores rezó Isabel La Católica a la virgen, en su paso por el pueblo por el reclutamiento de la reconquista de Álora, y Cristóbal Colón, se encomendó a la virgen de Flores antes de partir al Nuevo Mundo, y que al regresar de su viaje mandó erigir y dotar en las inmediaciones de la Rábida un santuario bajo la advocación de Nuestra Señora de las Flores, la cual se encuentra actualmente en Calañas.
La devoción de La virgen de Flores es tan grande que se trasladó una Virgen al pueblo de Bodonal de la Sierra bajo su advocación.

## Demografía
Encinasola cuenta con una población de 1260 habitantes (INE 2024).
| Gráfica de evolución demográfica de Encinasola entre 1842 y 2021                                                    |
| |
| Población de derecho según los censos de población del INE Población de hecho según los censos de población del INE |

| 1845                      | 1789 | 1772 | 1761 | 1710 | 1673 | 1686 | 1634 | 1614 | 1582 | 1275 |
| (Fuente: INE [Consultar]) |      |      |      |      |      |      |      |      |      |      |

## Transporte
Las comunicaciones por carretera con Portugal y Extremadura son directas por Higuera la Real y Barrancos.
El aeropuerto más cercano a Encinasola es el aeropuerto de Sevilla.[cita requerida] Otros aeropuertos cercanos son el aeropuerto de Badajoz (al norte) y el aeropuerto de Lisboa (al noroeste).

## Economía
En 2001 Encinasola contaba con una tasa de actividad del 40,41% y una tasa de paro del 46,1%.
- Sector primario: la agricultura y la ganadería son las dos actividades principales primarias en Encinasola.
- Sector secundario: Destaca la Almazara Ecológica de Encinasola como principal industria local.[14]
- Sector terciario: el sector con más trabajadores.

## Evolución de la deuda viva municipal
| Gráfica de evolución de Deuda viva del Ayuntamiento de Encinasola entre 2008 y 2022                                |
| |
| Deuda viva del Ayuntamiento de Encinasola en miles de Euros según datos del Ministerio de Hacienda y Ad. Públicas. |

## Política
| Periodo   | Nombre                 | Partido  |
| --------- | ---------------------- | -------- |
| 1979-1983 | Justo López Díaz       | PSOE-A   |
| 1983-1987 | Justo López Díaz       | PSOE-A   |
| 1987-1991 | Justo López Díaz       | PSOE-A   |
| 1991-1995 | Antonio Terrón Armario | PSOE-A   |
| 1995-1999 | Antonio Terrón Armario | PSOE-A   |
| 1999-2003 | Reyes Márquez Márquez  | IU-LV-CA |
| 2003-2007 | Reyes Márquez Márquez  | IU-LV-CA |
| 2007-2011 | Modesto Hierro Delgado | PSOE-A   |
| 2011-2015 | Ángel Méndez Cortegano | IU-LV-CA |
| 2015-2019 | Ángel Méndez Cortegano | IU-LV-CA |
| 2019-2023 | Ángel Méndez Cortegano | IU-LV-CA |
| 2023-act. | Ángel Méndez Cortegano | IU-LV-CA |

## Servicios públicos
El pueblo tiene un centro de enseñanza, desde preescolar hasta segundo de la ESO. Además cuenta con una guardería, un centro para mayores, un gimnasio, un centro de salud con médico de Guardia durante 24 horas, una biblioteca pública, un centro Guadalinfo y el Museo Abel Moreno dedicado al compositor de marchas, nacido en Encinasola.

## Patrimonio
Cabe destacar la Iglesia parroquial de San Andrés Apóstol. así como la ermita de Roca Amador (primer documento que se tiene de Encinasola)[cita requerida] y la ermita de la Virgen de Flores. 

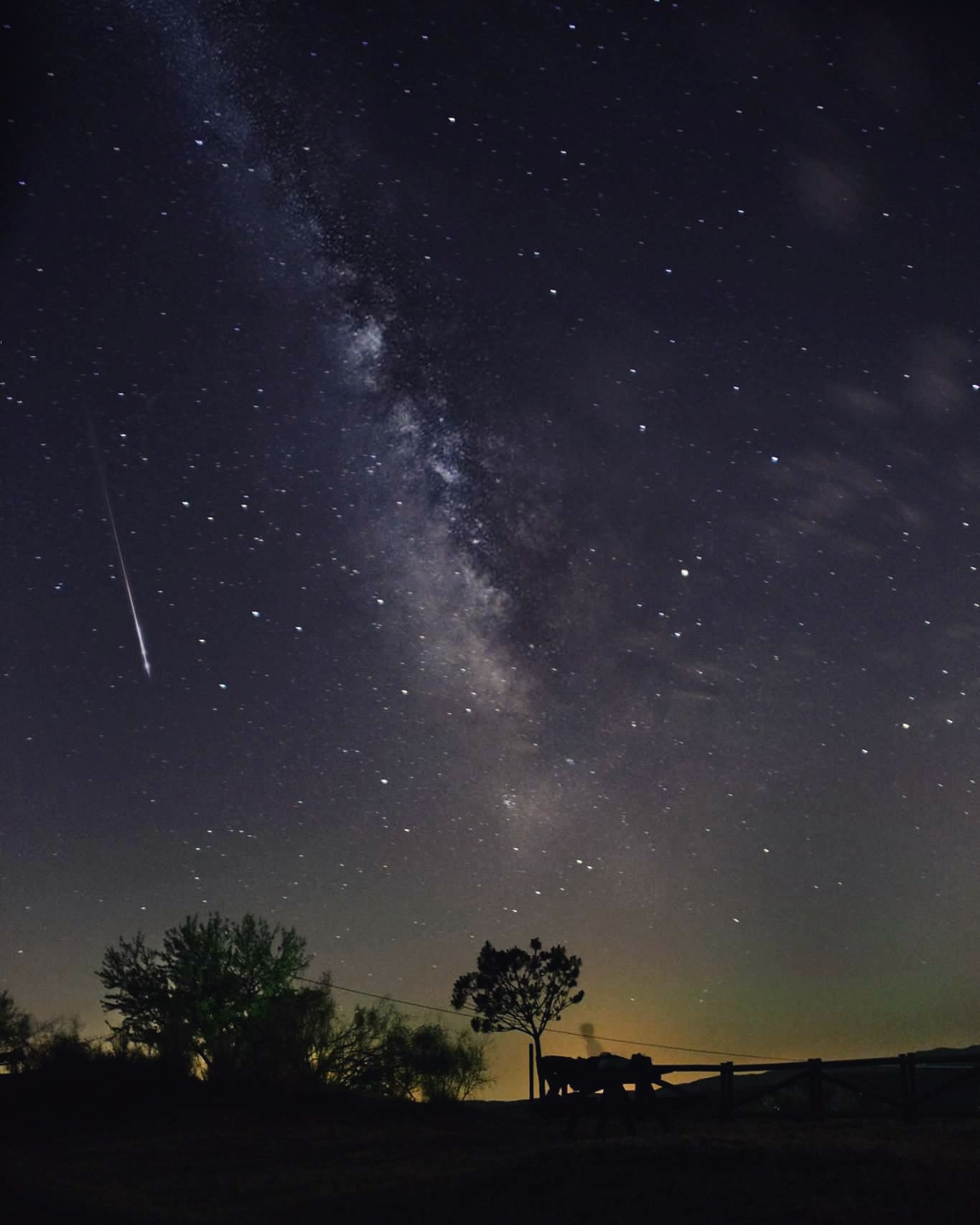
Cielo estrellado de Encinasola.

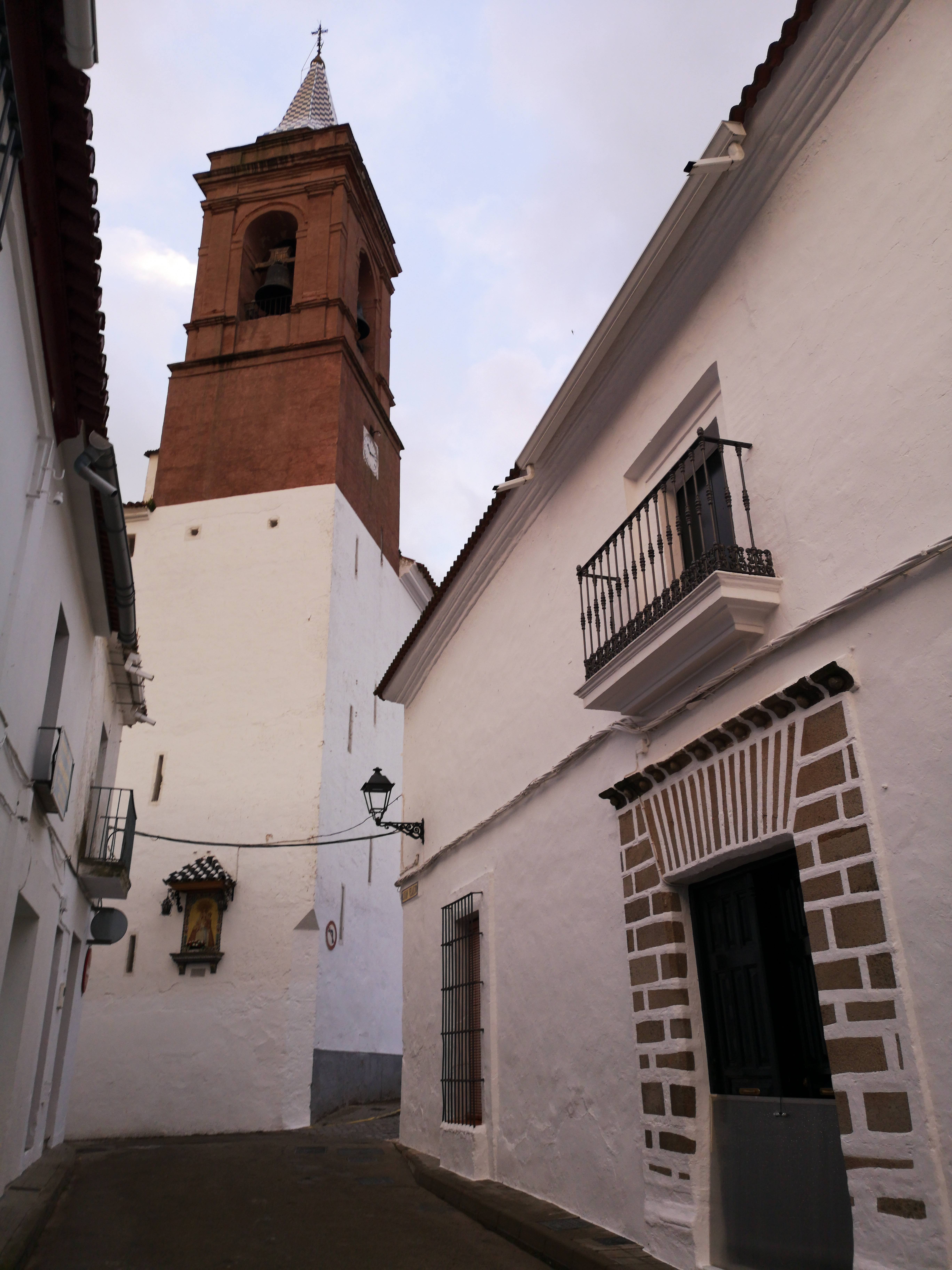
Pueblo medieval

La población cuenta con tres enclaves defensivos: el castillo medieval, cuyos restos se encuentran encastrados en el propio caserío, y las torres de San Juan y San Felipe. Estas dos últimas (la de San Juan rodeada además de un pequeño fuerte), fueron construidas al principio de la Guerra de la Restauración portuguesa (1640-1668) por Rafael de Médicis, ingeniero que por entonces trabajaba en las defensas de la frontera de Extremadura. Las torres ocupan lugares preeminentes; la de San Felipe, sobre una alta cota situada al este de la población, dominaba visualmente todo el territorio a poniente, mientras que la de San Juan, junto al borde oeste del casco urbano, era la más cercana a Portugal. Fue su posición adelantada lo que hizo que, en los mismos años, se decidiera rodear de un pequeño fuerte para defender mejor la población desde el lado donde se esperaría el posible ataque. Si bien su traza se debe también a Rafael de Médicis, no fue él quien terminó de construirlo (como tampoco pudo hacerlo con las murallas de Aroche, en las que también trabajó), pues murió en combate en la frontera extremeña. El fuerte es de sencilla factura, si bien su traza es interesante, pues presenta cuatro frentes atenazados. La torre y fuerte de San Juan fueron restaurados a finales de los años 80 del siglo pasado, mientras que la torre de San Felipe lo fue a finales de la primera década de este. Posteriormente nada se hizo sobre estos enclaves, pues la estrategia en el siglo XVIII fue la de defender este territorio tan abierto mediante el acuartelamiento de caballería. Para ello, Gerónimo Amicy proyectó en 1740 un interesante cuartel para 50 caballos en el interior del recinto del castillo medieval, pero no se llevó a cabo.

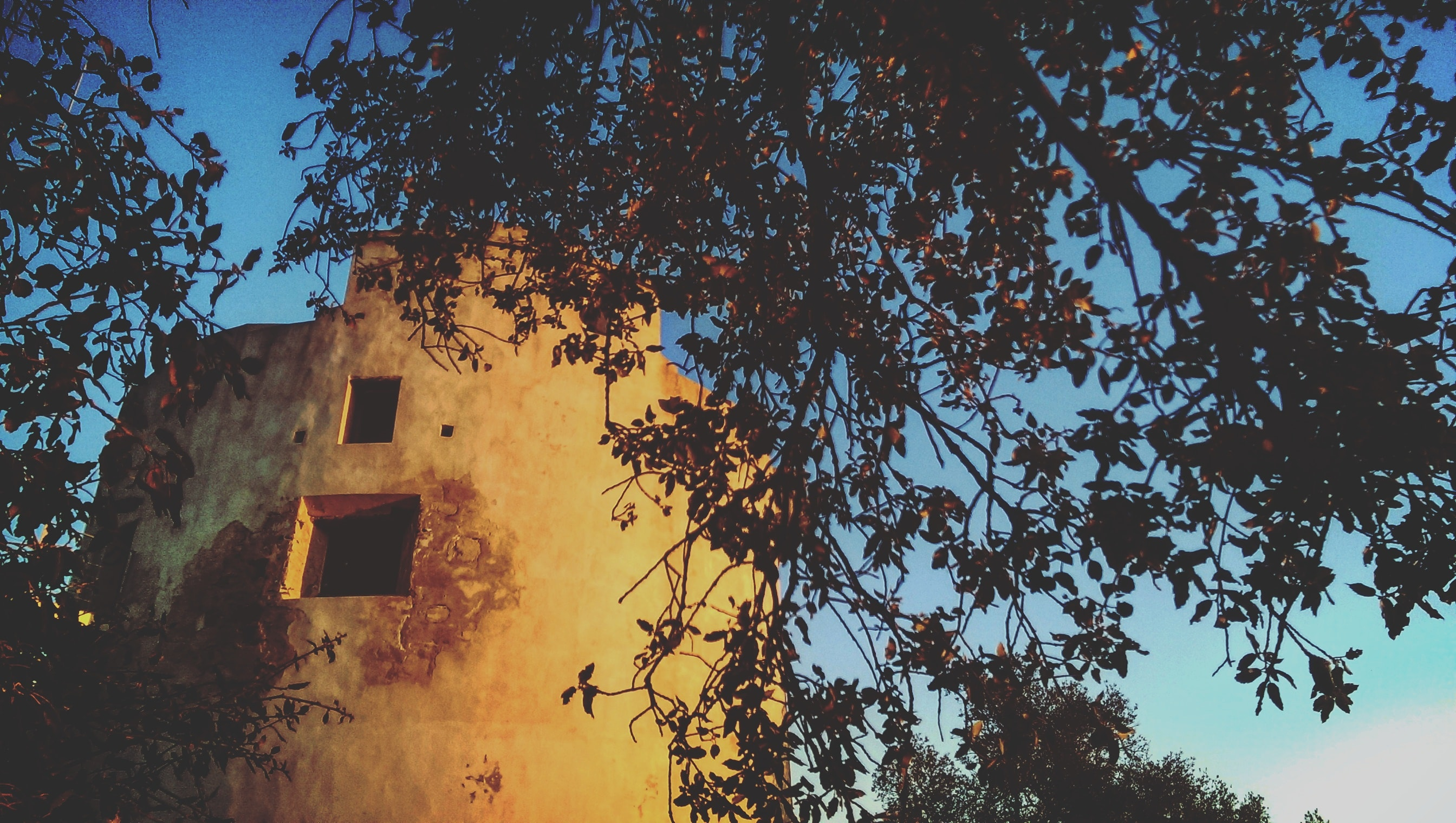
Baluarte San Felipe, Encinasola

## Cultura

### Fiestas
Las principales fiestas de Encinasola son:
- Fiesta de San Andrés (Encinasola): Celebrada en torno al 30 de noviembre en honor al patrón.
- Romería de la Virgen de Flores: Celebrada en honor a la patrona 8 días después del Domingo de Resurrección.
- Carnaval: Celebrado entre finales de febrero y principios de marzo, con una duración de 3 días. (suele durar unos tres días).
- Feria del ganado: Celebrada entre el segundo fin de semana de septiembre.
- Romería de Nuestra Señora de Roca Amador: La procesión se celebra el día 8 de septiembre, mientras que el traslado a la ermita es usualmente el último domingo de septiembre

## Deporte
El equipo de fútbol de Encinasola es el C.D. Encinasola, que juega en el Estadio de la luz. En la temporada 2010/11, ha ascendido a regional preferente por primera vez en su historia.